# José Eduardo de Toledo Pereira
José Eduardo de Toledo Pereira, mais conhecido como Zé Eduardo (Campinas, 12 de abril de 1954 – São Paulo, 26 de abril de 2017), foi um treinador e futebolista brasileiro.

## Carreira
O zagueiro ficou conhecido por sua passagem pelo Corinthians entre 1975 e 1980. Ajudou o clube a conquistar os títulos do Campeonato Paulista de Futebol de 1977 e 1979. Em ambos os títulos, foi titular efetivo, mas se lesionou no dia em que o Timão conquistou o histórico título de 1977, não participando da final. Dois anos depois o zagueiro esteve na conquista do campeonato.
Após uma passagem, foi para outro Alvinegro, o Botafogo do Rio.
Também como jogador teve passagens no Náutico e no Ituano, onde encerrou a carreira em 1987.
Como treinador esteve a frente de clubes como Mirassol, Paranavaí e SERC.  

## Morte
Zé Eduardo estava internado há dez dias, viu um quadro de pneumonia se agravar e estava em coma induzido. Há nove anos, os médicos já tinham diagnosticado o ex-atleta com câncer nos ossos. 
Ele faleceu em 26 de abril de 2017, aos 63 anos, e deixa uma esposa e três filhos.

## Títulos
Corinthians
- Campeonato Paulista: 1977, 1979

Náutico
- Campeonato Pernambucano: 1984, 1985